# Northampton Saints
Die Northampton Saints (offiziell Northampton Rugby Football Club) sind ein Rugby-Union-Verein aus der englischen Stadt Northampton, der in der English Premiership spielt, der höchsten englischen Liga. Die Heimspiele werden im Stadion Franklin’s Gardens ausgetragen. Bisher gewannen die Saints je zweimal die englische Meisterschaft (2014 und 2024) und den Heineken Cup (2000).

## Geschichte
Der Verein wurde 1880 von Samuel Wathen Wigg, dem Kurat der Pfarrei St. James, gegründet und hieß in den Anfangsjahren Northampton St. James (daher die Spitznamen Saints und Jimmies). Wiggs Ziel war es, unter den jungen Gemeindemitgliedern die „Ordnung“ zu fördern und diese in „Gentlemen“ zu verwandeln. Bereits zwanzig Jahre später wurde der erste Spieler der „Heiligen“ für ein Länderspiel aufgeboten.
Unter den Spielern der Frühzeit sticht Edgar Mobbs hervor. Er war der erste Spieler aus Northampton, der Kapitän der Nationalmannschaft war. Er wurde 1917 während der Dritten Flandernschlacht getötet. Seit 1921 findet jedes Jahr in den Franklin's Gardens zu seinen Ehren ein Spiel zwischen dem Barbarian FC und einer Auswahl der East Midlands statt.
Bis in die 1960er Jahre brachten die Saints regelmäßig gute Spieler hervor, doch dann versank der Verein fast in der Bedeutungslosigkeit. Die Vereinsführung hatte die modernen Entwicklungen des Sports verpasst und wurde 1988 von einer Gruppe enttäuschter Fans abgesetzt. 1990 gelang der Aufstieg in die National Division One und 1991 stießen die Saints in das Finale des Pilkington Cup vor, das sie allerdings gegen die Harlequins verloren.
1995, im ersten Jahr der Ära der reinen Profivereine, erfolgte der Aufstieg in die Courage League, der heutigen Aviva Premiership. 2000 wurde der Verein in eine Aktiengesellschaft umgewandelt und verlor erneut im englischen Pokalfinale, diesmal gegen die London Wasps. Doch im selben Jahr gewannen die Saints etwas überraschend den europäischen Heineken Cup; das Finale im Londoner Twickenham Stadium gegen die irische Mannschaft Munster Rugby entschieden sie knapp mit 9:8 für sich. 2002 und 2003 erreichten die Saints erneut das englische Pokalfinale, verloren aber gegen London Irish bzw. Gloucester RFC.
Ende der Saison 2005/06 stiegen die Saints in die National Division One ab. Im April 2008 gelang der Wiederaufstieg, nachdem die Saints in der Saison 2007/08 alle 30 Spiele gewonnen hatten. Im ersten Jahr nach dem Wiederaufstieg erreichte der Verein den achten Platz und gewann den European Challenge Cup. In der Saison 2010/11 stießen die Saints ins Finale des Heineken Cup vor, unterlagen aber schließlich der irischen Mannschaft Leinster Rugby. 2013 standen die Saints im Finale der Premiership, in dem sie den Leicester Tigers unterlagen. Den ersten Meistertitel gewannen sie 2014, als sie im Finale die Saracens mit 24:20 nach Verlängerung schlugen.

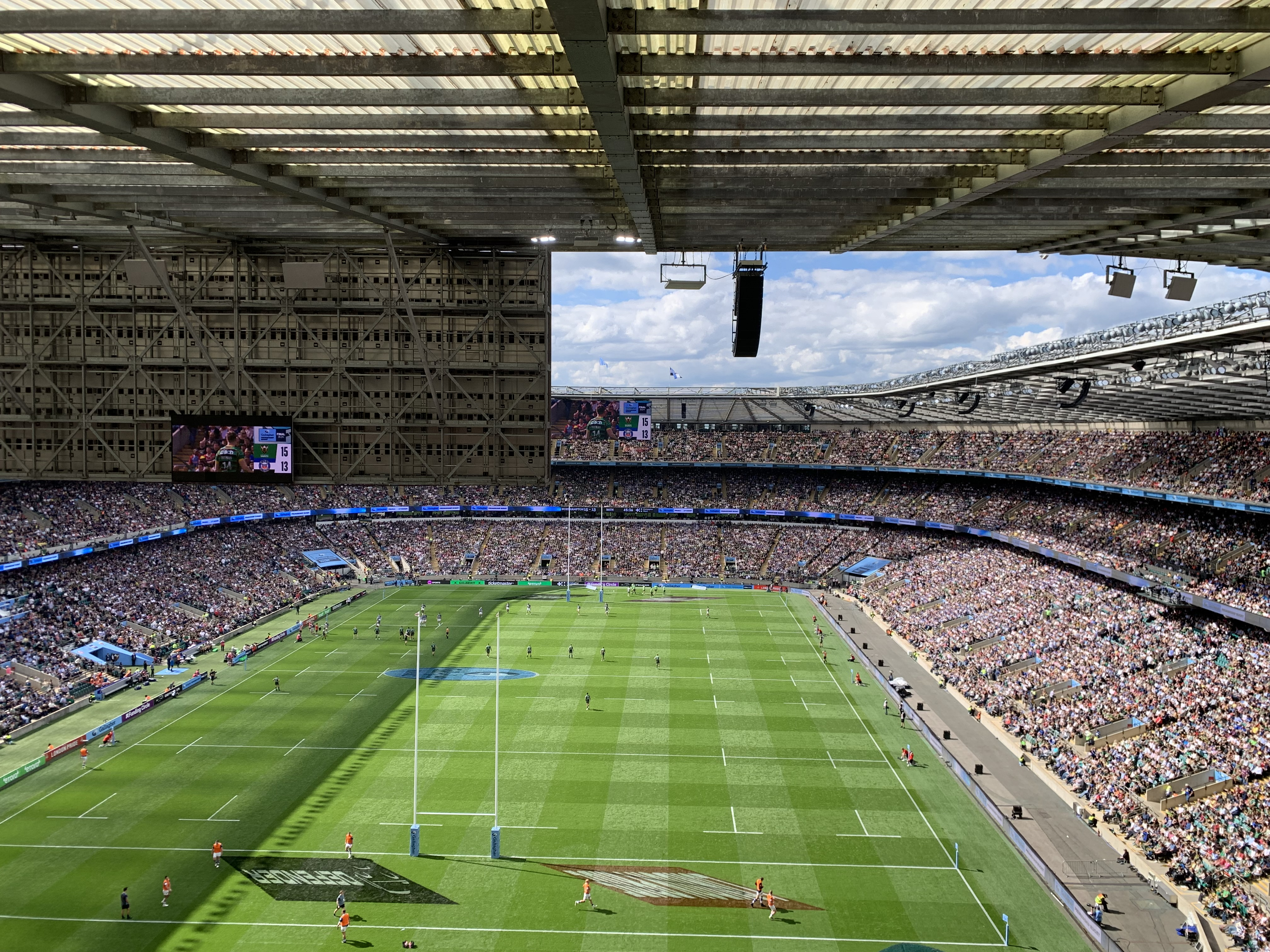
Finale der Premiership 2024

2019 gewannen die Saints die erste Austragung des Premiership Rugby Cup, den Nachfolger des Anglo-Welsh Cup, durch einen 23:9-Finalsieg gegen die Saracens. 2024 errangen die Saints ihren zweiten Meistertitel.

## Erfolge
- Englischer Meister: 2013–14, 2023–2024
- Sieger Heineken Cup: 1999–2000
- Sieger European Challenge Cup: 2008–09, 2013–14
- Sieger Premiership Rugby Cup: 2018–2019
- Sieger Anglo-Welsh Cup: 2009–2010
- Sieger Middlesex Sevens: 2002–03
- Finalist Pilkington Cup / Tetley's Bitter Cup / Powergen Cup / LV= Cup: 2011–12, 2013–14
- Finalist Heineken Cup: 2010–11

## Spieler

### Aktueller Kader
Der Kader für die Saison 2019/2020:

### British and Irish Lions
Die folgenden Spieler wurden für die British and Irish Lions nominiert.
| Tour | Spieler                           |
| ---- | --------------------------------- |
| 1955 | Jeff Butterfield                  |
| 1955 | Dickie Jeeps                      |
| 1955 | Frank Sykes                       |
| 1959 | Jeff Butterfield (2. Nominierung) |
| 1959 | Dickie Jeeps (2. Nominierung)     |
| 1962 | Dickie Jeeps (3. Nominierung)     |
| 1966 | David Powell                      |
| 1966 | Keith Savage                      |
| 1968 | Peter Larter                      |
| 1968 | Keith Savage (2. Nominierung)     |
| 1968 | Bob Taylor                        |
| 1968 | Bryan West                        |
| 1993 | Martin Bayfield                   |
| 1993 | Ian Hunter                        |
| 1997 | Nick Beal                         |
| 1997 | Matt Dawson                       |
| 1997 | Paul Grayson                      |
| 1997 | Tim Rodber                        |
| 1997 | Gregor Townsend                   |
| 2001 | Ben Cohen                         |
| 2001 | Matt Dawson (2. Nominierung)      |
| 2005 | Steve Thompson                    |
| 2009 | Euan Murray                       |
| 2017 | Courtney Lawes                    |
| 2017 | George North                      |

### Nationalspieler
Die folgenden Spieler waren für die Saints aktiv und haben mindestens 20 Länderspiele bestritten.
| Spieler          | Jahre im Verein |
| ---------------- | --------------- |
| Wasilij Artemjew | 2009–2014       |
| Chris Ashton     | 2010–2014       |
| Allan Bateman    | 1990–2001       |
| Martin Bayfield  | 1991–1996       |
| Dan Biggar       | 2018–           |
| Olivier Brouzet  | 1994–2003       |
| Jeff Butterfield | 1953–1959       |
| Ben Cohen        | 2000–2007       |
| Alex Corbisiero  | 2011–2015       |
| Matt Dawson      | 1995–2006       |
| Cameron Dolan    | 2014–2015       |
| Ben Foden        | 2009–2013       |
| Kahn Fotuali’i   | 2010–2015       |
| Piers Francis    | 2017–           |
| Paul Grayson     | 1995–2004       |
| Dylan Hartley    | 2008–           |
| Rob Horne        | 2008–2017       |
| Ron Jacobs       | 1956–1964       |
| Dickie Jeeps     | 1956–1962       |
| Pat Lam          | 1991–1999       |
| Sean Lamont      | 2004–2009       |
| Courtney Lawes   | 2009–           |
| Peter Larter     | 1967–1973       |
| John Leslie      | 1998–2002       |
| Campese Ma’afu   | 2016–2018       |
| Samu Manoa       | 2013–2015       |
| Luca Martin      | 1997–2002       |
| Federico Mendez  | 1990–2005       |
| Euan Murray      | 2007–2011       |
| George North     | 2010–2018       |
| Gary Pearce      | 1979–1991       |
| Louis Picamoles  | 2016–2017       |
| George Pisi      | 2010–2017       |
| Budge Pountney   | 1998–2002       |
| Api Ratuniyarawa | 2016–           |
| Tim Rodber       | 1992–1999       |
| Martín Scelzo    | 1996–2001       |
| César Sempere    | 2004            |
| Tom Smith        | 1997–2005       |
| Matt Stewart     | 1996–2002       |
| Steve Thompson   | 2002–2011       |
| Gregor Townsend  | 1993–2003       |
| Ahsee Tuala      | 2014–           |
| Nafi Tuitavake   | 2016–           |
| Peter Walton     | 1994–1999       |
| Steve Williams   | 1994–2003       |
| Tom Wood         | 2011–           |

### Rekorde

#### Meiste Spiele
|    | Name                     | Spiele |
| -- | ------------------------ | ------ |
| 1. | Ron Jacobs (1949–1966)   | 470    |
| 2. | Don White (1943–1961)    | 448    |
| 3. | Vince Cannon (1973–1989) | 438    |
| 4. | Alf Chalmers (1897–1912) | 436    |
| 5. | Tom Harris (1923–1937)   | 426    |

#### Meiste Versuche
|    | Name                       | Versuche |
| -- | -------------------------- | -------- |
| 1. | Teddy Cook (1908–1923)     | 219      |
| 2. | Billy Kingston (1895–1905) | 207      |
| 3. | Barry Oldham (1964–1978)   | 185      |
| 4. | Edgar Mobbs (1905–1913)    | 179      |
| 5. | Frank Packman (1983–1996)  | 178      |

#### Meiste Punkte
|    | Name                      | Punkte |
| -- | ------------------------- | ------ |
| 1. | Paul Grayson (1996–2005)  | 2786   |
| 2. | Stephen Myler (2006–2018) | 2655   |
| 3. | Roger Hosen (1955–1967)   | 1463   |
| 4. | John Steele (1988–1994)   | 1385   |
| 5. | Ian Moffat (1967–1974)    | 1113   |